# Гери Сити (Тексас)
Гери Сити (енгл. Gary City) град је у америчкој савезној држави Тексас. По попису становништва из 2010. у њему је живело 311 становника.

## Демографија
Према попису становништва из 2010. у граду је живело 311 становника, што је 8 (2,6%) становника више него 2000. године.
| Група             | 2000.       | 2010.       |
| Белци             | 295 (97,4%) | 291 (93,6%) |
| Афроамериканци    | 1 (0,3%)    | 6 (1,9%)    |
| Азијати           | 1 (0,3%)    | 2 (0,6%)    |
| Хиспаноамериканци | 4 (1,3%)    | 8 (2,6%)    |
| Укупно            | 303         | 311         |